# Don Zagier
Don Bernard Zagier (nacido el 29 de junio de 1951) es un matemático germano-estadounidense cuya principal área de trabajo es la teoría de números. Actualmente es uno de los directores de Instituto Max Planck de Matemáticas en Bonn, Alemania. Fue profesor en el Collège de France en París de 2006 a 2014. Desde octubre de 2014, también es Asociado Distinguido del Personal en el Centro Internacional de Física Teórica.

## Semblanza
Zagier nació en 1951 en Heidelberg, Alemania Occidental. Su madre era psiquiatra y su padre era el decano de instrucción en el Colegio Americano de Suiza. Su padre tenía cinco nacionalidades diferentes y pasó su juventud viviendo en muchos países diferentes. Después de terminar la escuela secundaria (a los 13 años) y asistir al Winchester College durante un año, estudió durante tres años en el Instituto de Tecnología de Massachusetts, completó su licenciatura y maestría y fue nombrado Putnam Fellow en 1967 a la edad de 16 años. Escribió una tesis doctoral sobre clases características bajo la dirección de Friedrich Hirzebruch en la Universidad de Bonn, recibiendo su doctorado a los 20 años de edad. Recibió su Habilitación a la edad de 23, y fue nombrado profesor a la edad de 24.

## Trabajo
Colaboró con Hirzebruch en el trabajo sobre superficies modulares de Hilbert. Ambos fueron coautores de Números de intersección de curvas en superficies modulares de Hilbert y formas modulares de Nebentypus, donde demostraron que los números de intersección de ciclos algebraicos en una superficie modular de Hilbert se presentan como los coeficientes de Fourier de una forma modular. Stephen Kudla, John Millson y otros generalizaron este resultado a números de intersección de ciclos algebraicos en cocientes aritméticos de espacios simétricos.
Uno de sus resultados es un trabajo conjunto con Benedict Gross (con la denominada fórmula de Gross-Zagier). Esta fórmula relaciona la primera derivada de la función L compleja de una curva elíptica evaluada en 1 con la altura de un determinado punto de Heegner. Este teorema tiene algunas aplicaciones que incluyen casos implícitos de la conjetura de Birch y Swinnerton-Dyer, además de ser uno de los componentes de la solución del problema de número de clase hallada por Dorian Goldfeld. Como parte de su trabajo, Gross y Zagier encontraron una fórmula para normas de diferencias de módulos singulares. Posteriormente, Zagier encontró una fórmula para las trazas de módulos singulares como coeficientes de Fourier de una forma modular de peso 3/2.
Colaboró con John Harer para calcular las características de Euler orbifold de los espacios de módulos de curvas algebraicas, relacionándolos con valores especiales de la función zeta de Riemann.
Encontró una fórmula para el valor de la función zeta de Dedekind de un campo numérico arbitrario en s = 2 en términos de la función de dilogaritmo, estudiando la aritmética hiperbólica de 3-variedades. Más adelante formuló una conjetura general dando fórmulas para valores especiales de las funciones zeta de Dedekind en términos de funciones polilogarítmicas.
Descubrió una prueba breve y elemental del teorema de Fermat sobre la suma de dos cuadrados.

## Publicaciones seleccionadas
- Zagier, D. (1990), «A One-Sentence Proof That Every Prime p ≡ 1 (mod 4) Is a Sum of Two Squares», The American Mathematical Monthly (Mathematical Association of America) 97 (2): 144, JSTOR 2323918, doi:10.2307/2323918.. "The First 50 Million Prime Numbers" (Los primeros 50 millones de números primos) Math. Intel. 0, 221–224, 1977.
- (Con F. Hirzebruch) "Intersection numbers of curves on Hilbert modular surfaces and modular forms of Nebentypus" (Números de intersección de curvas en superficies modulares de Hilbert y formas modulares de Nebentypus) Invent. Math. 36 (1976) 57-113
- "Hyperbolic manifolds and special values of Dedekind zeta functions" (Variedades hiperbólicas y valores especiales de las funciones zeta de Dedekind) Invent. Math. 83 (1986) 285-302
- (Con B. Gross) Singular moduli J. Reine Angew. Math. 355 (1985) 191-220
- (Con B. Gross) Heegner points and derivative of L-series Invent. Math. 84 (1986) 225-320
- (Con J. Harer) The Euler characteristic of the moduli space of curves Invent. Math. 85 (1986) 457-485
- (Con B. Gross y W. Kohnen) Heegner points and derivatives of L-series. II Math. Annalen 278 (1987) 497-562
- "The Birch-Swinnerton-Dyer conjecture from a naive point of view" (La conjetura de Birch-Swinnerton-Dyer desde un punto de vista ingenuo) in Arithmetic Algebraic Geometry (G. v.d. Geer, F. Oort, J. Steenbrink, eds.), Prog. in Math. 89, Birkhäuser, Boston (1990) 377-389
- "Polylogarithms, Dedekind zeta functions, and the algebraic K-theory of fields" (Polilogaritmos, funciones zeta de Dedekind y la teoría K algebraica de cuerpos) in Arithmetic Algebraic Geometry (G. v.d. Geer, F. Oort, J. Steenbrink, eds.), Prog. in Math. 89, Birkhäuser, Boston (1990) 391-430
- "How often should you beat your kids?" (¿Con qué frecuencia debe golpear a sus hijos?) (MAA VOL. 63, NO. 2, APRIL 1990) How Often Should You Beat Your Kids?.

## Reconocimientos
- Ganó el Premio Cole en teoría de números en 1987.[12] el premio von Staudt en 2001[13]
- Recibió el Premio Chauvenet en el año 2000.[14]
- Fue el encargado de pronuncia la Lectura Gauss de la Deutsche Mathematiker-Vereinigung en 2007.
- Se convirtió en miembro extranjero de la Real Academia de Artes y Ciencias de los Países Bajos en 1997.[15]
- Fue elegido miembro de la Academia Nacional de Ciencias (Estados Unidos) (NAS) en 2017.